# Nishino-ura Cove
Die Nishino-ura Cove (aus japanisch 西の浦, transkribiert Nishi-no-ura, für deutsch Westbucht) ist eine Bucht auf der Westseite der Ost-Ongul-Insel vor der Prinz-Harald-Küste des ostantarktischen Königin-Maud-Lands.
Norwegische Kartographen kartierten sie anhand von Luftaufnahmen der Lars-Christensen-Expedition 1936/37. Teilnehmer einer japanischen Antarktisexpedition nahmen 1957 Vermessungen und die Benennung in Anlehnung an die geographischen Position der Bucht vor. Das Advisory Committee on Antarctic Names übertrug die japanische Benennung im Jahr 1968 ins Englische.